# Doris Edelmann
Doris Edelmann (geb. 1965) ist eine Erziehungswissenschaftlerin und Hochschullehrerin.

## Leben
Doris Edelmann absolvierte von 1986 bis 1988 eine Ausbildung zur Primarlehrerin am Lehrerseminar Irchel in Zürich. Im Anschluss war sie in diesem Beruf bis 1998 tätig. Von 1998 bis 2002 absolvierte Edelmann an der Ludwig-Maximilians-Universität München ein Magisterstudium in Pädagogik, Wirtschafts- und Organisationspsychologie und der Interkulturellen Kommunikation. In der Folge promovierte sie 2002–2006 in München mit einer Dissertation zum Thema Pädagogische Professionalität im transnationalen sozialen Raum (Gutachter: Rudolf Tippelt und Alois Moosmüller). Von 2008 bis 2010 war sie Lehrbeauftragte an der LMU und von 2008 bis 2012 Oberassistentin am Departement Erziehungswissenschaften an der Universität Fribourg bei Margrit Stamm, deren Lehrstuhl sie 2009/2010 vertrat. In den Jahren 2009 bis 2016 arbeitete Edelmann an ihrem vom Schweizer Nationalfonds geförderten Habilitationsprojekt Chancengerechtigkeit und Integration durch frühe (Sprach-)Förderung, mit dem sie 2016 an der Universität Fribourg die venia legendi für das Fach Erziehungswissenschaften erhielt. 2011/12 war Edelmann Direktorin des Universitären Zentrums für Frühkindliche Bildung in Fribourg und von 2012 bis 2016 Leiterin des Instituts „Bildung und Gesellschaft“ am Kompetenzzentrum Forschung, Entwicklung und Beratung an der Pädagogischen Hochschule St. Gallen. Seit 2016 ist Edelmann Leiterin des Instituts für Forschung, Entwicklung und Evaluation der Pädagogischen Hochschule Bern.
Edelmanns Forschungsinteressen liegen in den Bereichen der internationalen Bildungsentwicklungen, der frühen Kindheit und dem Bildungsort Familie. Sie ist als Gutachterin für verschiedene Fachzeitschriften tätig. Zudem ist Edelmann unter anderem Mitglied der Deutschen Gesellschaft für Erziehungswissenschaft (DGfE) und der Schweizerischen Gesellschaft für Bildungsforschung (SGBF).

## Schriften (Auswahl)
- Bildungskooperation mit Lateinamerika. Eine Analyse über die Zusammenarbeit der peruanischen Berufsbildungsinstitution SENATI mit Ausbildungsbetrieben, Utz, München 2003, ISBN 978-3-8316-0238-4.
- Pädagogische Professionalität im transnationalen sozialen Raum. Eine qualitative Untersuchung über den Umgang von Lehrpersonen mit der migrationsbedingten Heterogenität ihrer Klassen (Zugl.: München, Univ., Diss., 2006), Lit, Wien/Zürich/Berlin 2007, ISBN 978-3-8258-0419-0.
- mit Joel T. Schmidt und Rudolf Tippelt: Einführung in die Bildungsforschung, Kohlhammer, Stuttgart 2012, ISBN 978-3-17-020423-2.
- Chancengerechtigkeit und Integration durch frühe (Sprach-)Förderung? Theoretische Reflexionen und empirische Einblicke (Zugl.: Habilitationsschrift, Universität Fribourg), Springer, Wiesbaden 2018, ISBN 978-3-658-17965-6.